# 田簡
田简（?—?），战国时期中山国人物。
司馬憙三次作中山国的相邦，中山王的妃嫔阴简屡次为难他。田简对司马憙说：“赵国使者来中山，不能向他说说阴简之美吗？赵国必向中山讨要，国君给赵国，司马公没有麻烦了。国君不给赵国，司马公于是劝国君立她为正妻。阴简于是对司马公感激不尽了。”于是令赵国来讨要，中山王不给。司马憙说：“国君不给赵国，赵王必大怒；大怒则国君必危。不如立阴简为妻，从来没有讨要人妻不得，而怨恨的。”田简的计策既是为司马憙，也是为阴简，还是令赵国不再讨要。